# تفاح وسيط
تفاح وسيط (الاسم العلمي: Malus transitoria) هي نوع نباتي يتبع جنس التفاح من الفصيلة الوردية.  